# Lista de canções escritas e produzidas por Kim Jong-hyun

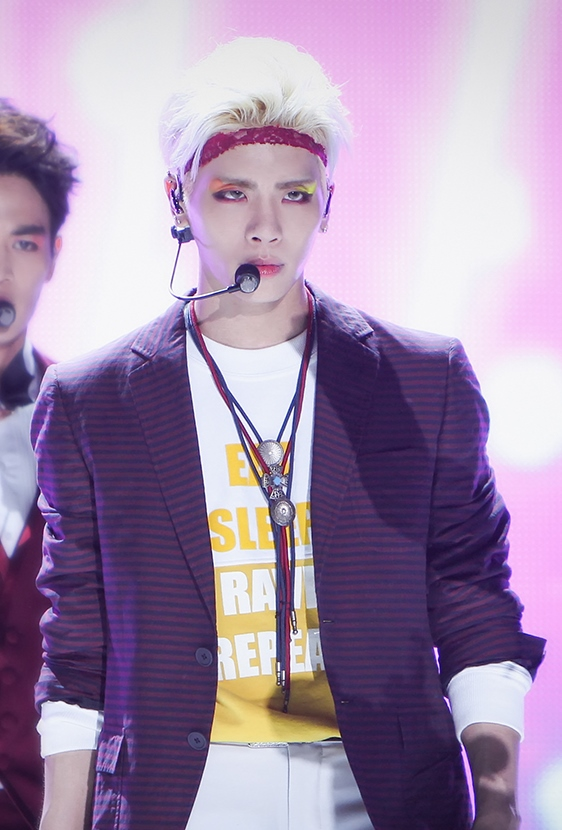
Jonghyun se presentando no Korea Music Festival em agosto de 2015

Kim Jong-hyun (mas frequentemente creditado apenas como Jonghyun; 8 de abril de 1990 – 18 de dezembro de 2017), foi um cantor-compositor e produtor sul-coreano. Começou sua carreira musical em 2008 como membro do grupo SHINee e mais tarde se juntou ao grupo de balada S.M. The Ballad. Jonghyun estreou como compositor quando escreveu as letras em coreano para a canção "Juliette", single do mini álbum Romeo do SHINee, lançado em maio de 2009. Participou da composição de três músicas do segundo álbum de estúdio em coreano do grupo, intitulado Lucifer, a primeira canção, "Up & Down", foi co-escrita com Misfit com o rap escrito por Minho, a segunda, "Obsession", foi completamente escrita por Jonghyun com Minho mais uma vez trabalhando em seu próprio rap, e a terceira "Shout Out" co-escrita por todos os membros do Shinee, JQ e Misfit. Em 2012, co-escreveu as letras de "Alarm Clock" com Minho, uma música que fala sobre o desejo de acordar do pesadelo de uma separação do passado, e escreveu as letras de "Honesty", que foi descrita como uma música para os fãs que ficaram ao seu lado com amor imutável até esse ponto. Ambas as canções foram apresentadas no mini álbum Sherlock.
Em fevereiro de 2014, após se tornar DJ do programa de rádio da MBC FM4U Blue Night, Jonghyun estreou um quadro de composições intitulado The Man Who Composes. O quadro começou em julho de 2014 e continuou desde então, com diferentes exibições ocorrendo em diferentes momentos, nominados: Julho de 2014, Novembro de 2014, Abril de 2015, Julho de 2015, Janeiro de 2016 e Julho de 2016. Em 7 de janeiro de 2015, estreou como artista solo com o lançamento da c autoançao-composta "Déjà-Boo" com a participação de Zion.T. Lançou seu primeiro extended play intitulado Base em 12 de janeiro de 2015. Mais tarde, lançou o álbum compilatório Story Op.1 em 17 de setembro do mesmo ano, com nove músicas auto-compostas. Após o lançamento de seu álbum compilatório, Jonghyun fez seu retorno com o lançamento de seu primeiro álbum de estúdio, She Is. Lançou seu segundo álbum compilatório, intitulado Story Op.2, em 24 de abril de 2017 contendo um total de 10 faixas, todas compostas e escritas pelo próprio Jonghyun. Seu segundo álbum de estúdio, Poet | Artist, foi lançado postumamente em 23 de janeiro de 2018, sendo composto e produzido pelo próprio Jonghyun.

## Canções

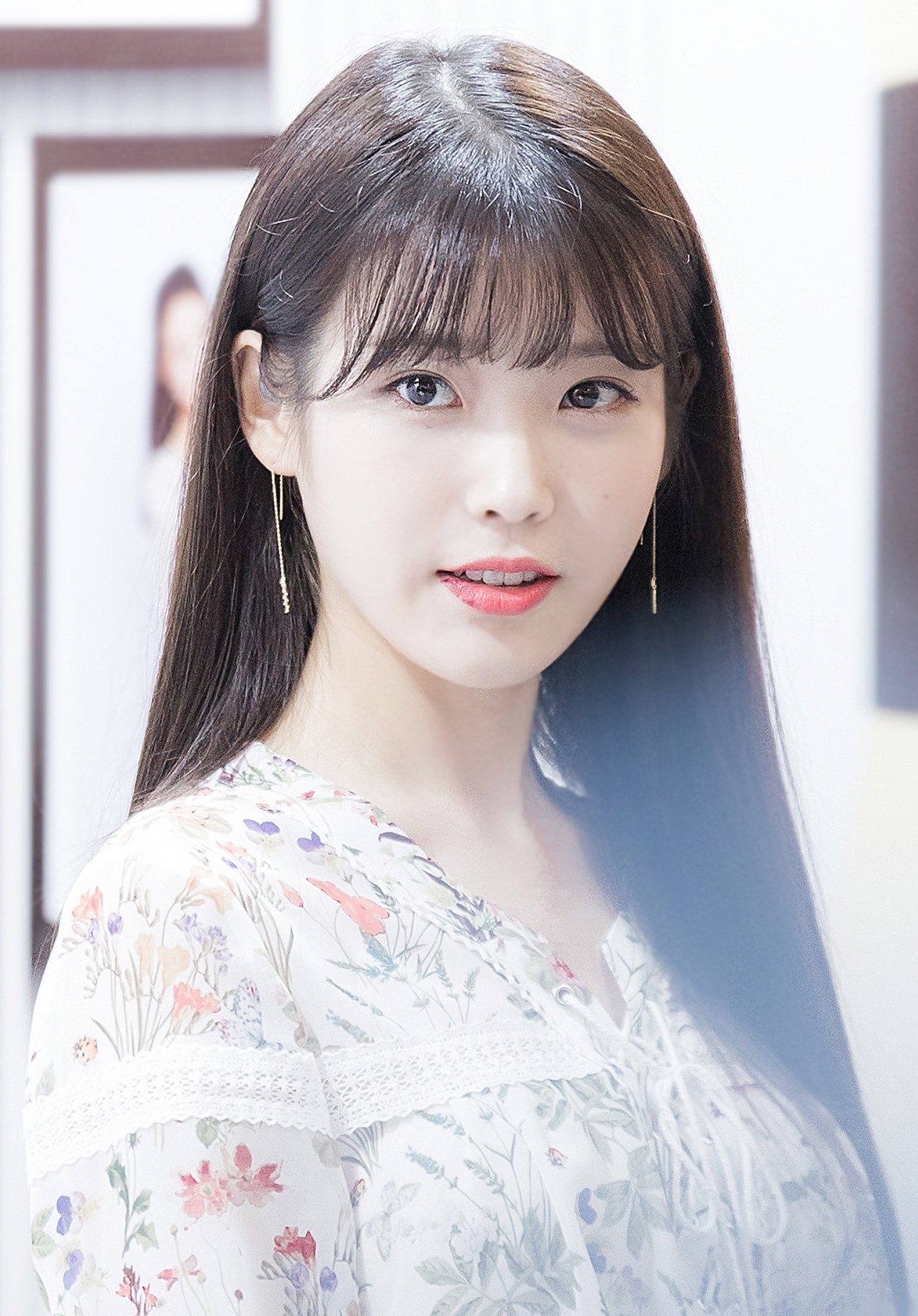
Kim escreveu "A Gloomy Clock", gravada por IU (foto) para o álbum Modern Times (2013)

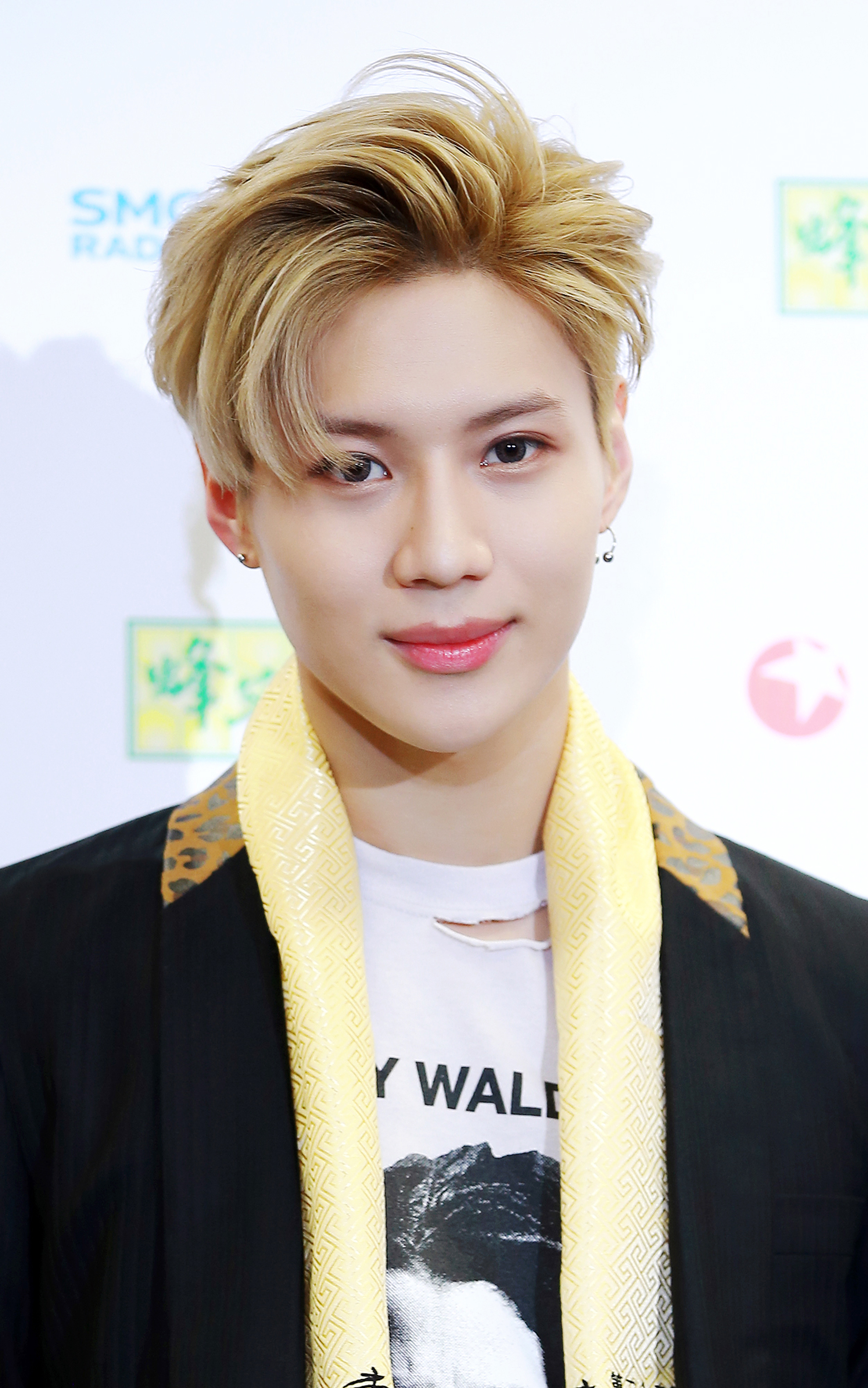
Kim escreveu "Pretty Boy" e "Already", gravada por Taemin (foto) para os álbuns Ace (2014) e Press It (2016), respectivamente

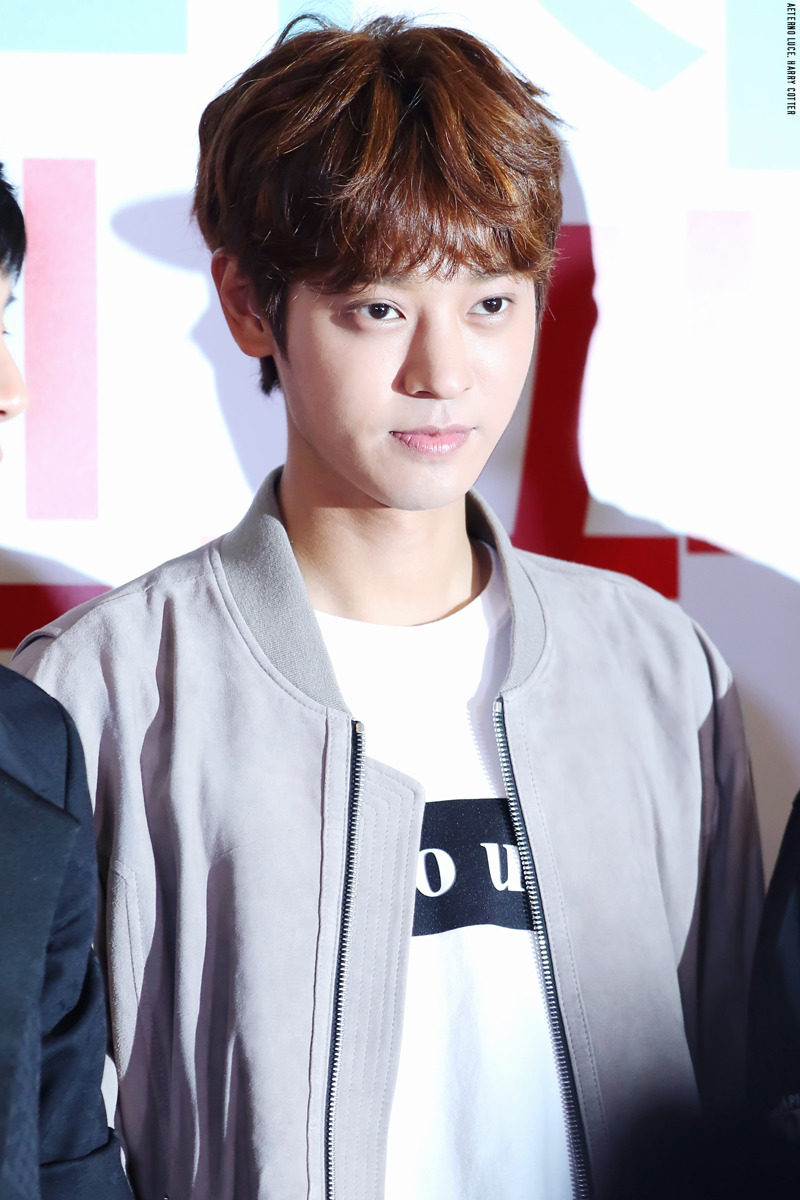
Kim escreveu e interpretou "Aewol", juntamente como Jung Joon-young (foto) para o Monthly Live Connection (2015)

|  | Indica lançamento como single             |
|  | Indica lançamento como single promocional |

| Canção                                         | Ano  | Álbum                                                 | Artista(s)                 | Letra     | Letra                                             | Música    | Música                                                                                  | Arranjo   | Arranjo                                              |
| Canção                                         | Ano  | Álbum                                                 | Artista(s)                 | Creditado | Com                                               | Creditado | Com                                                                                     | Creditado | Com                                                  |
| ---------------------------------------------- | ---- | ----------------------------------------------------- | -------------------------- | --------- | ------------------------------------------------- | --------- | --------------------------------------------------------------------------------------- | --------- | ---------------------------------------------------- |
| 0-9                                            |      |                                                       |                            |           |                                                   |           |                                                                                         |           |                                                      |
| "02:34"                                        | 2015 | Story Op.1                                            | Jonghyun                   | Sim       | —                                                 | Sim       | WeFreaky heuktae                                                                        | Sim       | WeFreaky heuktae                                     |
| "1000"                                         | 2017 | Story Op.2                                            | Jonghyun                   | Sim       | —                                                 | Sim       | Wefreaky                                                                                | Sim       | Wefreaky                                             |
| A                                              |      |                                                       |                            |           |                                                   |           |                                                                                         |           |                                                      |
| "A Gloomy Clock" (우울시계)                    | 2013 | Modern Times                                          | IU featuring Jonghyun      | Sim       | —                                                 | Não       | —                                                                                       | Não       | —                                                    |
| "Aewol" (애월 (愛月))                          | 2015 | Monthly Live Connection Track 3                       | Jonghyun Jung Joon-young   | Sim       | Jung Joon-young                                   | Sim       | Jung Joon-young                                                                         | Não       | —                                                    |
| "Alarm Clock" (알람시계)                       | 2012 | Sherlock                                              | SHINee                     | Sim       | Choi Min-ho                                       | Não       | —                                                                                       | Não       | —                                                    |
| "Already" (벌써)                               | 2016 | Press It                                              | Taemin                     | Sim       | —                                                 | Sim       | Teddy Riley Lee Hyun-seung DOM Daniel "Obi" Klein                                       | Não       | —                                                    |
| "AURORA"                                       | 2016 | She Is                                                | Jonghyun                   | Sim       | —                                                 | Sim       | Deez                                                                                    | Não       | —                                                    |
| B                                              |      |                                                       |                            |           |                                                   |           |                                                                                         |           |                                                      |
| "Beautiful Tonight" (시간이 늦었어)            | 2015 | Base                                                  | Jonghyun                   | Sim       | —                                                 | Sim       | So Jin                                                                                  | Não       | —                                                    |
| "Better Off" (버리고 가)                       | 2013 | The Misconceptions of Us                              | SHINee                     | Sim       | —                                                 | Não       | —                                                                                       | Não       | —                                                    |
| "Blinking Game" (눈싸움)                       | 2017 | Story Op.2                                            | Jonghyun                   | Sim       | —                                                 | Sim       | WeFreaky E-Nail [ 16 ]                                                                  | Sim       | WeFreaky E-Nail [ 16 ]                               |
| "Breathe" (한숨)                               | 2016 | Seoulite                                              | Lee Hi                     | Sim       | —                                                 | Sim       | WeFreaky                                                                                | Não       | —                                                    |
| C                                              |      |                                                       |                            |           |                                                   |           |                                                                                         |           |                                                      |
| Chocolate                                      | 2015 | Married to the Music                                  | SHINee                     | Sim       | Yankie                                            | Não       | —                                                                                       | Não       | —                                                    |
| "Cocktail"                                     | 2016 | She Is                                                | Jonghyun                   | Sim       | —                                                 | Sim       | Bryan-Michael Cox Clifford Henson [ 20 ]                                                | Não       | —                                                    |
| "Crazy (Guilty Pleasure)"                      | 2015 | Base                                                  | Jonghyun featuring Iron    | Sim       | Iron                                              | Sim       | —                                                                                       | Não       | —                                                    |
| D                                              |      |                                                       |                            |           |                                                   |           |                                                                                         |           |                                                      |
| "Dangerous (Medusa II)"                        | 2013 | Chapter 2. Why So Serious? – The Misconceptions of Me | SHINee                     | Sim       | Jo Yun-kyeong                                     | Não       | —                                                                                       | Não       | —                                                    |
| "Déjà-Boo" (데자-부)                           | 2015 | Base                                                  | Jonghyun featuring Zion.T  | Sim       | —                                                 | Sim       | Zion.T WeFreaky [ 24 ]                                                                  | Não       | —                                                    |
| "Diphylleia grayi" (산하엽)                    | 2015 | Story Op.1                                            | Jonghyun                   | Sim       | —                                                 | Sim       | WeFreaky                                                                                | Não       | —                                                    |
| "Don't Stop"                                   | 2016 | 1 of 1                                                | SHINee                     | Sim       | Choi Min-ho Key [ 25 ]                            | Não       | —                                                                                       | Não       | —                                                    |
| "Dress Up"                                     | 2016 | She Is                                                | Jonghyun                   | Sim       | —                                                 | Sim       | LDN Noise                                                                               | Não       | —                                                    |
| E                                              |      |                                                       |                            |           |                                                   |           |                                                                                         |           |                                                      |
| "Elevator" (엘리베이터)                        | 2015 | Monthly Live Connection Track 1                       | Jonghyun                   | Sim       | —                                                 | Sim       | WeFreaky                                                                                | Não       | —                                                    |
| "End of a day" (하루의 끝)                     | 2015 | Story Op.1                                            | Jonghyun                   | Sim       | —                                                 | Sim       | WeFreaky                                                                                | Sim       | WeFreaky                                             |
| F                                              |      |                                                       |                            |           |                                                   |           |                                                                                         |           |                                                      |
| "Fine" (그래도 되지 않아?)                     | 2015 | Story Op.1                                            | Jonghyun                   | Sim       | —                                                 | Sim       | WeFreaky heuktae                                                                        | Sim       | WeFreaky heuktae                                     |
| "Fireplace" (벽난로)                           | 2017 | Story Op.2                                            | Jonghyun                   | Sim       | —                                                 | Sim       | WeFreaky SCORE [ 16 ]                                                                   | Sim       | WeFreaky SCORE [ 16 ]                                |
| "Fortune Cookie" (시간이 늦었어)               | 2015 | Base                                                  | Jonghyun                   | Sim       | —                                                 | Sim       | WeFreaky                                                                                | Não       | —                                                    |
| H                                              |      |                                                       |                            |           |                                                   |           |                                                                                         |           |                                                      |
| "Hallelujah" (할렐루야)                        | 2015 | Base                                                  | Jonghyun                   | Sim       | Wheesung                                          | Sim       | —                                                                                       | Não       | —                                                    |
| "Happy Birthday"                               | 2015 | Story Op.1                                            | Jonghyun                   | Sim       | —                                                 | Sim       | WeFreaky                                                                                | Não       | —                                                    |
| "Honesty" (늘 그자리에)                        | 2012 | Sherlock                                              | SHINee                     | Sim       | Choi Min-ho                                       | Não       | —                                                                                       | Não       | —                                                    |
| I                                              |      |                                                       |                            |           |                                                   |           |                                                                                         |           |                                                      |
| "I Guess Now It's the Fall" (가을이긴 한가 봐) | 2015 | Monthly Live Connection Track 2                       | Jonghyun Go Young-bae      | Sim       | Go Young-bae                                      | Sim       | Go Young-bae                                                                            | Não       | —                                                    |
| "I'm sorry" (미안해)                           | 2015 | Story Op.1                                            | Jonghyun                   | Sim       | —                                                 | Sim       | WeFreaky                                                                                | Não       | —                                                    |
| "Inspiration"                                  | 2016 | S.M. Station Season 1                                 | Jonghyun                   | Sim       | —                                                 | Sim       | IMLAY                                                                                   | Sim       | IMLAY                                                |
| J                                              |      |                                                       |                            |           |                                                   |           |                                                                                         |           |                                                      |
| "Juliette" (줄리엣)                            | 2009 | Romeo                                                 | SHINee                     | Sim       | Choi Min-ho                                       | Não       | —                                                                                       | Não       | —                                                    |
| "Just Chill" (멍하니 있어)                     | 2017 | Story Op.2                                            | Jonghyun                   | Sim       | —                                                 | Sim       | IMLAY                                                                                   | Sim       | IMLAY                                                |
| L                                              |      |                                                       |                            |           |                                                   |           |                                                                                         |           |                                                      |
| "Let Me Out" (놓아줘)                          | 2017 | Story Op.2                                            | Jonghyun                   | Sim       | —                                                 | Sim       | WeFreaky SCORE [ 16 ]                                                                   | Sim       | WeFreaky SCORE [ 16 ]                                |
| "Like You"                                     | 2015 | Story Op.1                                            | Jonghyun                   | Sim       | —                                                 | Sim       | WeFreaky                                                                                | Não       | —                                                    |
| "Lonely"                                       | 2017 | Story Op.2                                            | Jonghyun featuring Taeyeon | Sim       | —                                                 | Sim       | Wefreaky Hwang Hyun (MonoTree) IMLAY [ 16 ]                                             | Sim       | WeFreaky Hwang Hyun (MonoTree) IMLAY [ 16 ]          |
| "Love Belt"                                    | 2015 | Base                                                  | Jonghyun featuring Younha  | Sim       | —                                                 | Sim       | WeFreaky                                                                                | Não       | —                                                    |
| "Love Is So Nice"                              | 2017 | Story Op.2                                            | Jonghyun                   | Sim       | —                                                 | Sim       | WeFreaky IMLAY [ 16 ]                                                                   | Sim       | WeFreaky IMLAY [ 16 ]                                |
| M                                              |      |                                                       |                            |           |                                                   |           |                                                                                         |           |                                                      |
| "Maybe tomorrow" (내일쯤)                      | 2015 | Story Op.1                                            | Jonghyun                   | Sim       | —                                                 | Sim       | WeFreaky                                                                                | Não       | —                                                    |
| "MONO-Drama" (일인극)                          | 2015 | Base                                                  | Jonghyun                   | Sim       | —                                                 | Não       | —                                                                                       | Não       | —                                                    |
| "Moon"                                         | 2016 | She Is                                                | Jonghyun                   | Sim       | —                                                 | Sim       | LDN Noise Adrian McKinnon [ 20 ]                                                        | Não       | —                                                    |
| N                                              |      |                                                       |                            |           |                                                   |           |                                                                                         |           |                                                      |
| "NEON"                                         | 2015 | Base                                                  | Jonghyun                   | Sim       | —                                                 | Sim       | Deez                                                                                    | Não       | —                                                    |
| "No More"                                      | 2015 | Simple Mind                                           | Lim Kim                    | Sim       | —                                                 | Sim       | WeFreaky Lim Chae-seop                                                                  | Não       | WeFreaky Chase                                       |
| O                                              |      |                                                       |                            |           |                                                   |           |                                                                                         |           |                                                      |
| "Obsession" (욕 (慾))                          | 2010 | Lucifer                                               | SHINee                     | Sim       | Choi Min-ho                                       | Não       | —                                                                                       | Não       | —                                                    |
| "Odd Eye"                                      | 2015 | Odd                                                   | SHINee                     | Sim       | —                                                 | Sim       | Jonathan Yip Jeremy Reeves Ray Romulus Ray McCullugh                                    | Sim       | Jonathan Yip Jeremy Reeves Ray Romulus Ray McCullugh |
| "Orbit" (우주가 있어)                          | 2016 | She Is                                                | Jonghyun                   | Sim       | —                                                 | Sim       | Wefreaky Coach & Sendo [ 20 ]                                                           | Não       | —                                                    |
| "Orgel" (오르골)                               | 2013 | Chapter 2. Why So Serious? – The Misconceptions of Me | SHINee                     | Sim       | —                                                 | Não       | —                                                                                       | Não       | —                                                    |
| "Our Season" (따뜻한 겨울)                     | 2017 | Story Op.2                                            | Jonghyun                   | Sim       | —                                                 | Sim       | WeFreaky Shin Hyun-jin [ 16 ]                                                           | Não       | —                                                    |
| P                                              |      |                                                       |                            |           |                                                   |           |                                                                                         |           |                                                      |
| "Playboy"                                      | 2015 | EXODUS                                                | EXO                        | Sim       | —                                                 | Sim       | WeFreaky                                                                                | Sim       | Kim Tae-sung Command Freaks (Iconic Sounds)          |
| "Playboy" (壞男孩)                             | 2015 | EXODUS                                                | EXO                        | Sim       | Wang Yajun                                        | Sim       | WeFreaky                                                                                | Sim       | Kim Tae-sung Command Freaks (Iconic Sounds)          |
| "Pretty Boy"                                   | 2014 | Ace                                                   | Taemin featuring Kai       | Sim       | —                                                 | Não       | —                                                                                       | Não       | —                                                    |
| "Prism"                                        | 2016 | 1 of 1                                                | SHINee                     | Não       | —                                                 | Sim       | Jamil "Digi" Chammas Deez Wilbart "Vedo" McCoy III MZMC Otha "Vakseen" Davis III [ 25 ] | Não       | —                                                    |
| R                                              |      |                                                       |                            |           |                                                   |           |                                                                                         |           |                                                      |
| "RED"                                          | 2016 | She Is                                                | Jonghyun                   | Sim       | —                                                 | Sim       | Lim Gwang-wook Ryan Kim Chase [ 20 ]                                                    | Não       | —                                                    |
| "Red Candle"                                   | 2013 | Lançamento sem álbum                                  | Son Dam-bi                 | Sim       | —                                                 | Não       | —                                                                                       | Não       | —                                                    |
| S                                              |      |                                                       |                            |           |                                                   |           |                                                                                         |           |                                                      |
| "Selene 6.23" (너와 나의 거리)                 | 2013 | The Misconceptions of Us                              | SHINee                     | Sim       | —                                                 | Não       | —                                                                                       | Não       | —                                                    |
| "She is" (좋아)                                | 2016 | She Is                                                | Jonghyun                   | Sim       | —                                                 | Sim       | Wefreaky Crush Philtre [ 20 ]                                                           | Não       | —                                                    |
| "Shout Out" (악)                               | 2010 | Lucifer                                               | SHINee                     | Sim       | Onew Key Choi Min-ho Lee Tae-min JQ Misfit [ 39 ] | Não       | —                                                                                       | Não       | —                                                    |
| "Spoiler"                                      | 2013 | Chapter 1. Dream Girl – The Misconceptions of You     | SHINee                     | Sim       | —                                                 | Não       | —                                                                                       | Não       | —                                                    |
| "Suit Up"                                      | 2016 | She Is                                                | Jonghyun                   | Sim       | —                                                 | Sim       | Wefreaky SCORE [ 20 ]                                                                   | Não       | —                                                    |
| "Symptoms" (상사병)                            | 2013 | Everybody                                             | SHINee                     | Sim       | —                                                 | Não       | —                                                                                       | Não       | —                                                    |
| U                                              |      |                                                       |                            |           |                                                   |           |                                                                                         |           |                                                      |
| "U & I"                                        | 2015 | Story Op.1                                            | Jonghyun                   | Sim       | —                                                 | Sim       | WeFreaky                                                                                | Não       | —                                                    |
| "Up & Down"                                    | 2010 | Lucifer                                               | SHINee                     | Sim       | Misfit Choi Min-ho                                | Não       | —                                                                                       | Não       | —                                                    |
| V                                              |      |                                                       |                            |           |                                                   |           |                                                                                         |           |                                                      |
| "View"                                         | 2015 | Odd                                                   | SHINee                     | Sim       | —                                                 | Não       | —                                                                                       | Não       | —                                                    |
| W                                              |      |                                                       |                            |           |                                                   |           |                                                                                         |           |                                                      |
| "Where are you" (바퀴)                         | 2017 | Story Op.2                                            | Jonghyun                   | Sim       | —                                                 | Sim       | WeFreaky                                                                                | Não       | WeFreaky                                             |
| "White T-Shirt"                                | 2016 | She Is                                                | Jonghyun                   | Sim       | Lee Yoon-seol Ryu Da-som Jung Young-a [ 20 ]      | Sim       | —                                                                                       | Não       | —                                                    |
| Y                                              |      |                                                       |                            |           |                                                   |           |                                                                                         |           |                                                      |
| "Your Voice" (한마디)                          | 2016 | S.M. Station Season 1                                 | Jonghyun Heritage          | Sim       | Ha Hyoung-joo Hee Young [ 41 ]                    | Sim       | Ha Hyoung-joo Hee Young [ 41 ]                                                          | Não       | —                                                    |

Notas
1. ↑  "Elevator" foi lançada como faixa do Monthly Live Connection em 2015, e relançada como faixa do álbum Story Op.2 em 2016.
2. ↑  Wang Yajun é o compositor da letra em chinês, mas Jonghyun é creditado como o compositor original.